# Verizon Wireless
Verizon Wireless est une importante entreprise de télécommunications américaine spécialisée dans les services mobiles. Son siège est situé à Basking Ridge, New Jersey. Elle emploie 75 000 personnes.
La société était une filiale de téléphonie mobile commune à Verizon Communications et à Vodafone, jusqu'au rachat des parts du deuxième par le premier en 2013. Verizon Wireless est leader dans son secteur sur le marché américain, annonçant plus de 100 millions d'abonnés en 2013.

## Histoire
Le 9 juillet 2009, Verizon Wireless a acquis Alltel Wireless pour 28,1 milliards de $. Cette acquisition a permis à Verizon Wireless de devenir le plus grand opérateur mobile des États-Unis, dépassant ainsi AT&T Mobility avec 116 millions de clients en 2013.
Le 2 septembre 2013, Verizon annonce le rachat des 45 % de Verizon Wireless que détenait Vodafone, pour 130 milliards de dollars. Sur ces 130 milliards, 58,9 milliards sont payés en numéraire, 60,2 milliards en actions Verizon et 11 milliards sous d'autres formes.

Logo de la société entre 1997 et 2015

En janvier 2014, T-Mobile US rachète des fréquences à Verizon Wireless pour 3,3 milliards de dollars, dont 2,365 milliards de dollars comptant et un transfert de fréquence pour 950 millions de dollars.